# Министерство образования и науки Республики Таджикистан
Министерство образования и науки Республики Таджикистан (тадж. Вазорати маориф ва илми Ҷумҳурии Тоҷикистон) — является центральным органом исполнительной власти Республики Таджикистан, ответственным за разработку и реализацию государственной политики и регулирование правовых норм в сфере образования. 
Министерство образования и науки Республики Таджикистан действует в соответствии с Конституцией Республики Таджикистан, конституционными законами Республики Таджикистан, законами Республики Таджикистан, указами Президента Республики Таджикистан, постановлениями Правительство, Маджлиси Намояндагон и Маджлиси Милли Маджлиси Оли Республики Таджикистан.

## История
14 декабря 1924 года был создан Народный комиссариат просвещения Таджикской ССР, который начал свою работу 11 февраля 1925 года в Душанбе. Позднее Наркомат народного просвещения был переименован в Министерство народного просвещения Таджикской ССР (1946-78: 1988-92) и в Министерство высшего и среднего специального образования Таджикской ССР (1978-88). 
В 1992 году оно было переименовано в Министерство образования Республики Таджикистан. 19 ноября 2013 года Министерство образования Республики Таджикистан преобразовано в Министерство образования и науки Республики Таджикистан и установлено, что задачи научной политики переданы от Академии наук Республики Таджикистан этому Министерству.

## Бывшие главы министерств
Министры министерства: 
- Аббас Алиев (1924—1927),
- Нисормухаммадов Юсуфзиё Афган (1927—1929, 1930—1932),
- Мухаммеджан Масаидов (1929—1930),
- Саид Насыров (1932—1934),
- Абдинов К. (1934-36),
- Гасанов С. Ф. (1936-37),
- Мухамедамир Ниязов. (1937—1938),
- Таи Пулатов (1938—1942, 1954—1962),
- Хотам Солехбоев (1942—1943),
- Хашим Содиков (1943—1947),
- Хабибулло Нематуллоев (1947—1954),
- Мухамед Асими (1962—1963),
- Рустамбек Юсуфбеков (1963—1974),
- Рауф Додобоев (1974—1986),
- Хушкадам Давлаткадамов (1978—1984),
- Абдулбашир Рашидов (1986—1988),
- Талбак Назаров (1988—1989),
- Исмоил Давлатов (1990—1992),
- Зокир Вазиров (1992),
- Бозгуль Додхудоева (1992—1994),
- Мунира Иноятова (1994—2000),
- Сафарали Раджабов (2000—2005),
- Абдужаббор Рахмонов (2005—2012),
- Нуриддин Саидов (2012—2020),
- Мухаммадюсуф Имомзода (2020—2022),
- Рахимджон Саидзода (с 2022) .

## Примечание
1. ↑  Фармони Президенти Ҷумҳурии Тоҷикистон дар бораи такмили сохтори мақомоти иҷроияи ҳокимияти давлатии Ҷумҳурии Тоҷикистон (тадж.). Президенти Ҷумҳурии Тоҷикистон. president.tj. Дата обращения: 20 февраля 2018. Архивировано 23 февраля 2018 года.